# 不帰茶

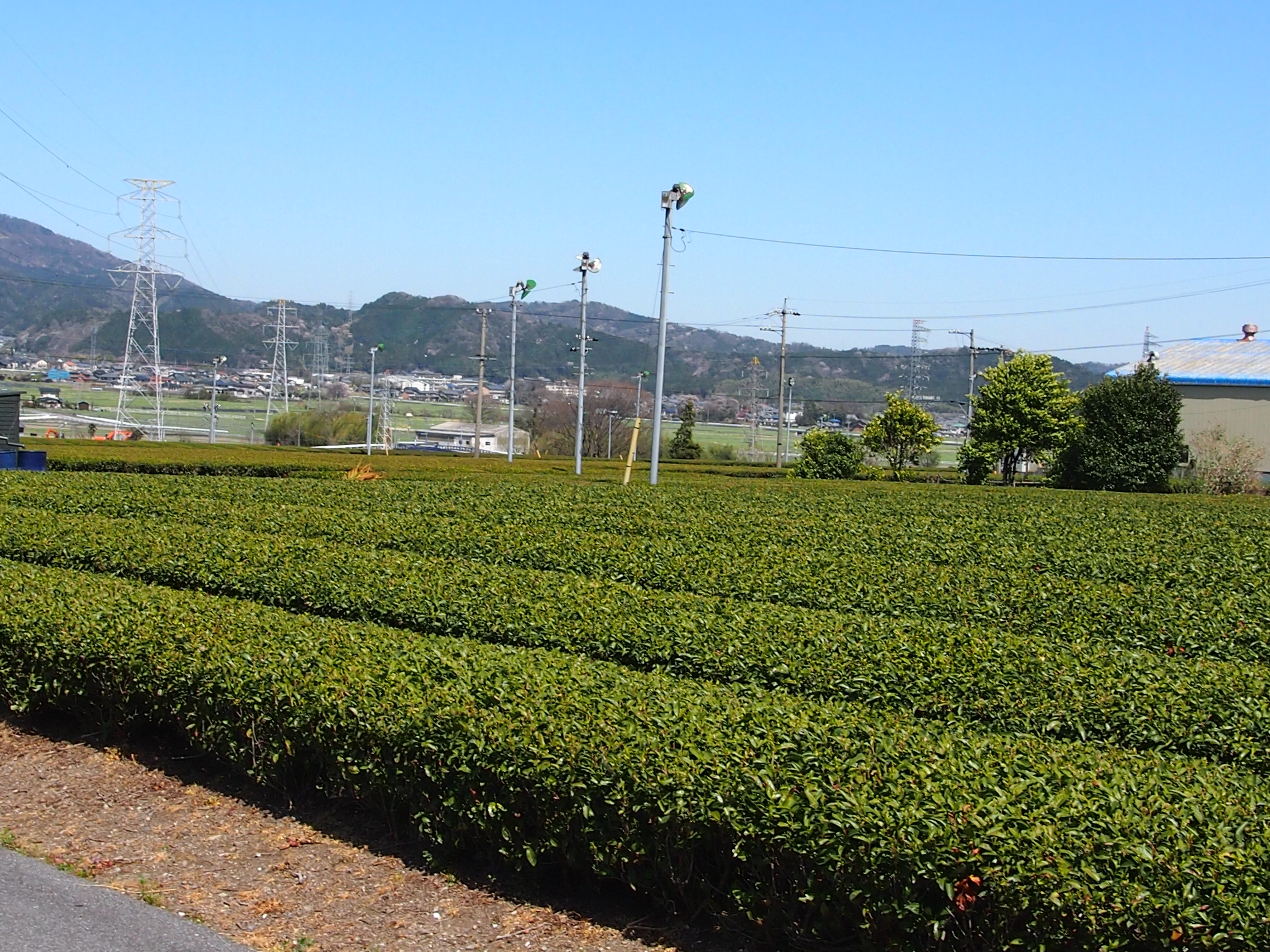
不帰茶農園

不帰茶（かえらずちゃ）は、岐阜県不破郡垂井町で生産されている日本茶（美濃いび茶）のブランド。品種は日本茶の代表品種「やぶきた」、「おくみどり」で、4月下旬から5月上旬にかけて一番茶が生産される。2001年（平成13年）8月31日に岐阜県茶業振興大会「荒茶の部」において西美濃たるい 不帰茶生産組合が生産した「せん茶」が農林水産大臣賞を受賞。2003年（平成15年）8月8日に「ぎふクリーン農業」の認証を取得。
垂井町の不帰という地名から名付けられ、その地名の伝説から縁起の良い茶として知られている。そのため結婚慶事等ご進物としても利用される。